# Wydawnictwo Rhetos
Wydawnictwo Rhetos – polskie wydawnictwo katolickie, prowadzone przez jezuitów Prowincji Wielkopolsko-Mazowieckiej. Wydaje głównie książki oraz audiobooki. Jego siedziba znajduje się w Warszawie.

## Opis
Wydawnictwo Rhetos zostało założone w 2002. Do końca roku 2012 wydawało Przegląd Powszechny, miesięcznik katolicki założony w roku 1884. Od 2020 roku wydaje kwartalnik poświęcony duchowości ignacjańskiej. Współpraca z innymi dziełami jezuitów owocuje także pozycjami Papieskiego Wydziału Teologicznego „Bobolanum” oraz serią audiobooków z cyklu konferencji „Duchowość Kobiety i Mężczyzny”, które odbywały się w kilku jezuickich duszpasterstwach akademickich.
Wydawnictwo realizuje swoje cele przez publikacje czasopism, książek, innych druków oraz audiobooków służących rozwojowi kultury chrześcijańskiej, formacji religijnej oraz nauki katolickiej. Prowadzi także sklep internetowy.
Wydawnictwo działa zgodnie z zachowaniem przepisów Kodeksu Prawa Kanonicznego. Jest wydzieloną jednostką organizacyjną istniejącą w ramach Prowincji Wielkopolsko-Mazowieckiej Towarzystwa Jezusowego i prowadzi działalność pod nadzorem Przełożonego Prowincji.

## Dyrektorzy
- 2002-2009 ks. Tomasz Kot SJ
- 2009-2013 ks. Remigiusz Waldemar Pollak SJ
- 2013-2016 ks. Wojciech Mikulski SJ
- od 2016 ks. Marek Kruszyński SJ[5].